# هوميولين
هوميولين، معروف أيضاً بألفا هوميولين أو ألفا كايروفيلين. يحدث بالطبيعة على شكل تربينات نصفية أحادية الحلقة C15H24))، يحتوي حلقة ب11 طرف وتتألف من ثلاث وحدات من الإزوبرين تحتوي ثلاث روابط كربونية مزدوجة غير مترافقة، اثنتين منهما مرتبطة بثلاث بدائل وواحد مرتبطة ببديلتين. وجد بالبداية في الزيوت العطرية لنبتة الجنجل الشائع (humulus lupulus) التي تم استخلاص اسمه منها. الهوميولين أيضاّ هو متجازئ للبيتا كايروفيلين، وعادة يوجد الاثنان معاً كخليط في عدة نباتات عطرية.

## ظهوره

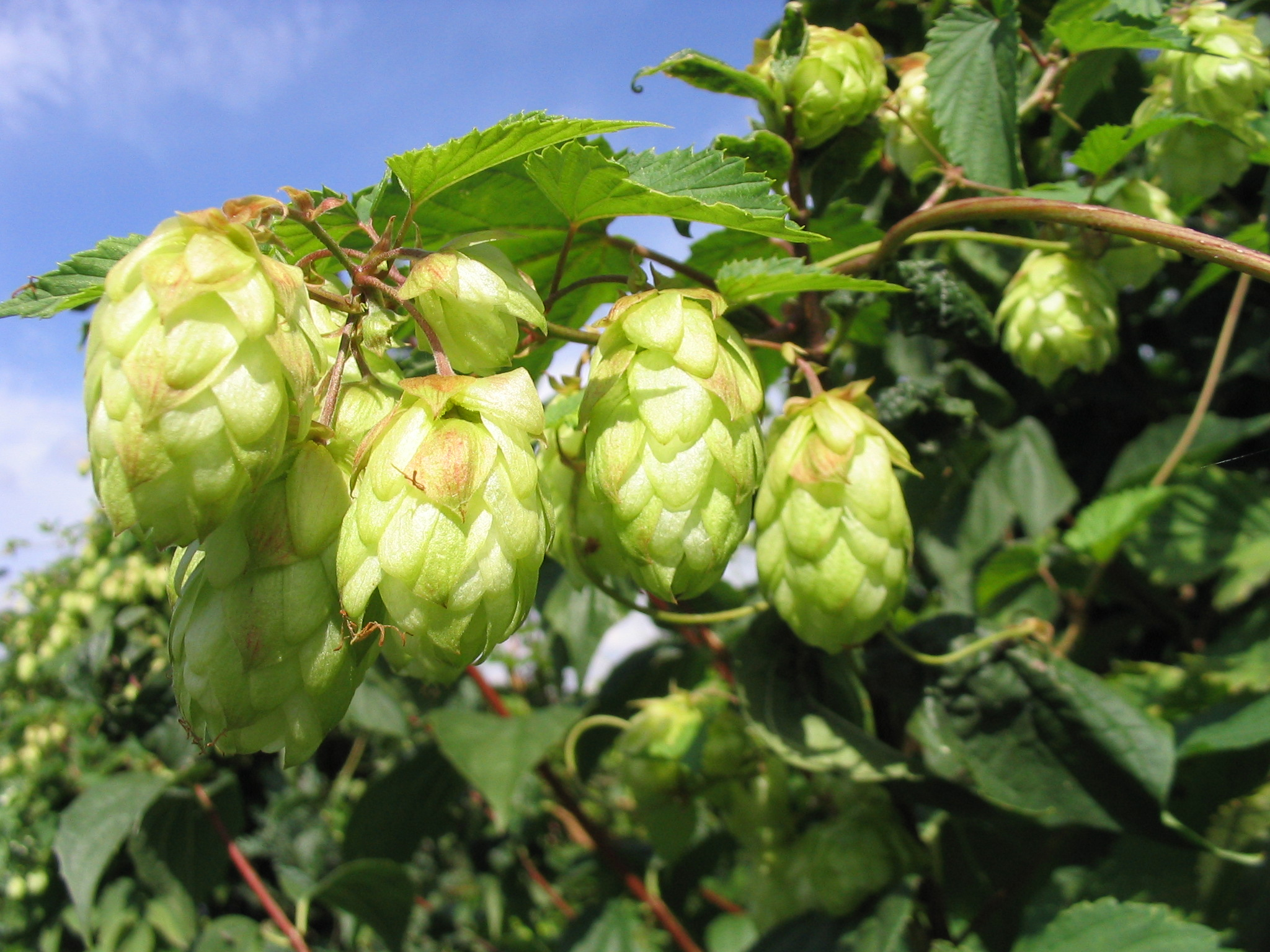
Humulus lupulus

الهوميولين هو أحد مكونات الزيوت العطرية في الأقماع المزهرة لنبات الجنجل أو هوميولاس لوبيولاس؛ النبتة التي استخلص اسمه منها. يتفاوت تركيز الهوميولين بتفاوت متغيرات مختلفة في النبات، لكن يمكن أن تكون نسبته 40% من الزيوت العطرية. يعطي الهوميولين ونواتج تفاعله في عملية التخمر أغلب الأخمار رائحة الهوبي "hoppy". وجد أنه أصناف الجنجل النبيل يحوي كميات أكبر من الهوميولين، أما الجنجل اللاذع فوجد أنه يحوي كميات أقل. تنتج إيبوكسيدات متعددة من الهوميولين في عملية التخمر. وجد في دراسة علمية تتضمن استخدام تقنية الاستشراب الغازي ومطياف الكتلة واللوح الحساس المدرج لتحليل العينات أنه نواتج عملية التحليل بالهيدروجين للهوميولين وبالتحديد إيبوكسيد II  مسؤول عن إنتاج رائحة الهوبي "hoppy"  في الخمور. [هل المصدر موثوق به؟]
وجد الألفا هوميولين في النباتات العطرية في أغلب القارات، وعادة ما يرافقه متجازئ البيتا كايروفيلين. الأمر المؤكد أن الألفا هوميولين ينبعث بالغلاف الجوي من أشجار الصنوبر، وبساتين البرتقال، ومارش إلدر، والتبغ، وحقول عباد الشمس. يوجد الألفا هوميولين في زيوت النباتات العطرية كالمريمية (Salvia officinalis)، ولينديرا أغريغيتا (Lindera aggregata)، والسبسبش اليابانية، وبهرات الجنسينغ، ونسبته تتعدى 29.9% بالنعناع المدبب، وعائلة الزنجبيل، وما نسبته 10% في نبات ليتسيا ماشينيزيز (litsea mushaensis)، شجرة إكليل الغار الصينية، وما نسبته 4% من نبات كورديا فيربينيسيا (codia verbenacea)، وشجيرة على الشاطئ الساحلي لأميركا الجنوبية تدعى إيرفا بالييرا (erva baleeira) ولكن مع ما نسبته 25% من الألفا كايروفايلين وهو من المركبات الكيميائية التي تساهم بطعم بهار الكزبرة الفيتنامية أو ما يدعى ببيرسكاريا اودوراتا (Persicaria odorata) والرائحى العطرية المميزة لالقنب المزروع. 

## التحضير والتوليف
الهوميلوين هو أحد التربينات النصفية أحادية الحلقة المستخلص من فارنيسل ثنائي الفوسفيت. حفز تحضير الهوميولين بواسطة أنزيمات توليف التربين النصفي. 
يمكن محاكاة هذا التوليف البيولوجي بالمختبر عند تحضير الأليلك ستانين (allylic stannane) من الفارنيسول (farnesol) ويعرف بتوليف كوري. هناك طرق متنوعة لتحضير الهوميولين بالمختبر، يتضمن حواجز محتلفة من الروابط الكربونية بالحلقة الضخمة. استخدم توليف ماكموري التفاعل الكربوني المزدوج المحفز بالتيتانيوم؛ واستخدم توليف تاكاهاشي ألكلة جزيئية داخلية للأليل هاليد من خلال حماية أنيون السيانوهيدرن، استعمل توليف سوغونومي جزء غرانيل وحضر دي غروت الهوميولين من زيت الخام المقطر لنبات اليوكالبتوس ويمكن تحضير الهوميولين أيضاً باستخدام خليط من أربعة مكونات مجتمعة وحلقنة البلاديوم المعتدلة. وهذا التفاعل جدير بالملاحظة  لبساطة بناء الروابط الكربونية وخطوات الحلقنة، والتي تبين فوائد مثبتة لتفاعلات المتعلقة بالتربينات المتعددة. 
لفهم الانتقائية من حيث الموقع للهوميولين، حقيقة أن أحد اثنيتن من الروابط المزدوجة ثلاثية البدائل فعالة بشكل ملحوظ، تم اكتشاف فضائها المتعلق بالتكوين الجزيئي وتم تحديد أربعة تكوينات جزيئية. 

## الأبحاث
في الدراسات المخبرية، استخدم الهوميلوين لدراسة قوة آثار مضادات الحساسية. 

## الكيمياء الجوية
الألفا- هوميولين هو مركب عضوي متطاير بيولوجي المنشأ منبعث من نباتات ضخمة مع قدرة عالية نسبياً على تكوين الرذاذ العضوي الثانوي في الجو. يتفاعل بسرعة مع الأوزون بوجود ضوء الشمس (أكسدة ضوئية) ليكون نواتج مؤكسجة. ألفا – هوميولين لديه معامل معدل تفاعل(1.17 × 10−14 cm3 molecule−1 s−1 )  عالي مقارنة بأغلب التربينات الأحادية. حيث أنه يحتوي على ثلاث روابط مزدوجة، واحتمالية تكاثف نواتج من الجيل الأول والثاني والثالث لتكوين الرذاذ العضوي الثانوي. على معدلات خلط مثالية تروبوسفيرية للأوزون بما يعادل 30 ppb زمن الحياة للألفا-هوميولين هو دقيقتين. لكن نواتج الجيل الثاني والأول لديها أزمان حياة بما يعادل ساعة و12.5 ساعة، بالترتيب. 